# British Home Championship 1957/58
Die British Home Championship 1957/58 war die 63. Auflage des im Round-Robin-System ausgetragenen Fußballwettbewerbs zwischen den vier britischen Nationalmannschaften von England, Nordirland (bis 1949/50 Irland), Schottland und Wales.
| Pl.                                            | Nationalmannschaft | Sp. | S | U | N | Tore    | Punkte |
| ---------------------------------------------- | ------------------ | --- | - | - | - | ------- | ------ |
| 1.                                             | England            | 3   | 2 | 0 | 1 | 010:300 | 04:20  |
| 2.                                             | Nordirland         | 3   | 1 | 2 | 0 | 005:400 | 04:20  |
| 3.                                             | Schottland         | 3   | 0 | 2 | 1 | 002:600 | 02:40  |
| 4.                                             | Wales              | 3   | 0 | 2 | 1 | 002:600 | 02:40  |
| England und Nordirland teilten sich den Titel. |                    |     |   |   |   |         |        |

|                                              |   |            |           |
| 5. Oktober 1957 in Belfast (Windsor Park)    |   |            |           |
| Nordirland                                   | – | Schottland | 1:1 (0:0) |
| 19. Oktober 1957 in Cardiff (Ninian Park)    |   |            |           |
| Wales                                        | – | England    | 0:4 (0:2) |
| 6. November 1957 in London (Wembley Stadium) |   |            |           |
| England                                      | – | Nordirland | 2:3 (0:1) |
| 13. November 1957 in Glasgow (Hampden Park)  |   |            |           |
| Schottland                                   | – | Wales      | 1:1 (1:0) |
| 16. April 1958 in Cardiff (Ninian Park)      |   |            |           |
| Wales                                        | – | Nordirland | 1:1 (0:0) |
| 19. April 1958 in Glasgow (Hampden Park)     |   |            |           |
| Schottland                                   | – | England    | 0:4 (0:2) |